# 姜慶樓
平襄楼（又稱作姜庆楼）位於四川省蘆山縣。1961年7月13日公佈為四川省第二批歷史及革命文物保護單位。1980年7月7日重新公佈為四川省第一批文物保護單位。2006年5月25日公佈為第六批全國重點文物保護單位。